# Empodium namaquensis
Empodium namaquensis là một loài thực vật có hoa trong họ Hypoxidaceae. Loài này được (Baker) M.F.Thomps. mô tả khoa học đầu tiên năm 1977.